# لیلا نایدو
لیلا نایدو (به انگلیسی: Leela Naidu) (تلگویی: లీలా నాయుడు؛ ۱۹۴۰ – ۲۸ ژوئیه ۲۰۰۹) هنرپیشه اهل هند بود. او بین سال‌های ۱۹۶۰ تا ۱۹۹۲ میلادی فعالیت می‌کرد.
از فیلم‌هایی که در آن نقش داشته می‌توان به آنورادها، خانه‌دار اشاره کرد.